# Viktor Medvedtchouk
Viktor Medvedtchouk (en ukrainien : Віктор Володимирович Медведчук, Viktor Volodymyrovytch Medvedtchouk ; en russe : Виктор Владимирович Медведчук, Viktor Vladimirovitch Medvedtchouk), né le 7 août 1954 dans le district d'Aban, dans la région de Krasnoïarsk (RSFSR, URSS, dans l'actuelle Russie), est un homme politique, avocat et oligarque ukrainien.
Principal opposant politique au président ukrainien Volodymyr Zelensky, il est arrêté et assigné à résidence en mai 2021 pour haute trahison. Il est arrêté et emprisonné le 12 avril 2022 par les services secrets ukrainiens (SBU). 
Il est échangé en septembre de la même année contre plus de 250 prisonniers du régiment ukrainien Azov détenus par la Russie.

## Biographie

### Débuts
Viktor Vladimirovitch Medvedtchouk est né dans la région de Krasnoïarsk, en Sibérie. Selon certaines sources, son père a été condamné à une peine d'emprisonnement puis à un exil en Sibérie pour collaboration avec les forces d'occupation allemandes ou « participation à des activités nationalistes ». La famille retourne en Ukraine au milieu des années 1960 et s'installe dans un village de l'oblast de Jytomyr.
Viktor Medvedtchouk commence ses études de droit en 1972 et travaille comme avocat à Kiev à partir de 1979 ; selon certaines sources, Medvedtchouk aurait été un employé non officiel des services secrets soviétiques du KGB à l'époque. En tant qu'avocat attitré du poète Vassyl Stous, il exige une peine plus élevée que le procureur. 

### Oligarque et homme politique pro-russe
Au début des années 1990, Viktor Medvedtchouk devient l'un des hommes les plus influents d'Ukraine. C'est un homme d'affaires dans les secteurs de l'agriculture et de l'énergie. Ses partenaires commerciaux étaient les frères Ihor et Hryhorij Sourkis. Il était l'un des dirigeants du « clan de Kiev », un réseau de plusieurs grands magnats industriels ukrainiens.
De 1997 à 2002, Viktor Medvedtchouk est membre de la Verkhovna Rada, le parlement ukrainien. Depuis 1998, il est président du Parti social-démocrate uni (SDPU). Il exerce temporairement les fonctions de vice-président du parlement de la Rada et de président de l'Association du barreau ukrainien. 
Après les élections législatives de 2002 et jusqu'en 2005, il est le chef de l'administration présidentielle de Leonid Koutchma. Dans ce rôle, il est considéré comme l'un des hommes les plus puissants d'Ukraine de l'époque, avec une grande influence sur le chef de l'État. Avant et pendant la révolution orange, il était l'un des opposants au candidat présidentiel Viktor Iouchtchenko. 
Après la victoire électorale de ce dernier, Viktor Medvedtchouk fait l'objet d'une enquête pour abus de pouvoir et blanchiment d'argent, sans condamnation judiciaire. Viktor Medvedtchouk se retire d'abord de la politique, jusqu'en mars 2010, et devient membre du Conseil suprême de la justice d'Ukraine. En 2012, Medvedtchouk fonde le mouvement politique Élections ukrainiennes (Український вибір), qui dénonce le rapprochement de l'Ukraine avec l'UE et plaide pour une intégration économique étendue avec la Russie. Medvedtchouk est considéré comme un ami personnel du président russe Vladimir Poutine, rencontré en 2003. 

### Rôle dans la guerre en Ukraine
Lors de la crise de 2014 en Ukraine, Viktor Medvedtchouk sert d'intermédiaire entre le gouvernement intérimaire de Kiev et les insurgés de l'est de l'Ukraine. 
Pour son rôle dans la prise de Crimée par la Russie, il est sanctionné en mars 2014 par les États-Unis et le Canada sous la forme d'une interdiction d'entrée et d'un gel de ses avoirs. Un an plus tard, en août 2015, en dépit de ces sanctions, Viktor Medvedtchouk achète le méga-yacht Royal Romance (en) pour une somme comprise entre 180 et 214 millions d'euros. Une partie de sa fortune passe aux mains de sa femme pour échapper à ces sanctions.
Viktor Medvedtchouk demeure la principale personnalité politique pro-russe en Ukraine. Il a été associé, peut-être sous demande de Vladimir Poutine, aux pourparlers de cessez-le-feu et prend part à la libération des prisonniers. Si Viktor Medvedtchouk a pu générer de gros profits pendant la guerre hybride en cours dans le Donbass à partir de 2014, son influence politique s'évapore au printemps 2019 ; selon une évaluation de Serhij Leschtschenko, il a même été décrit comme un joueur « toxique », où tout ce qu'il touchait serait impopulaire. 
Le 2 février 2021, le président Volodymyr Zelensky signe un décret interdisant trois chaînes de télévision opposées au pouvoir de Kiev détenues officiellement par le député Taras Kozak, mais supposées être contrôlées par Viktor Medvedchouk. Le 19 février suivant, le Conseil national de sécurité et de défense de l'Ukraine le place lui et son épouse, Oxana Martchenko, sur une liste de sanctions en raison de soupçons de financement du terrorisme. 
En mai 2021, les médias ukrainiens publient un entretien enregistré dans lequel Medvedtchouk félicite Denis Pouchiline, le président de l'État sécessionniste de la république populaire de Donetsk, à l'occasion du jour de la victoire et lui souhaite d'autres « victoires ». Il se montre en outre impressionné par un défilé militaire à Donetsk.
Le 11 mai 2021, dans le cadre de la crise diplomatique russo-ukrainienne, il est inculpé aux côtés de Taras Kozak. Accusé de « haute trahison » et « tentative de pillage de ressources naturelles en Crimée » pour avoir acquis à un prix bradé des parts dans une raffinerie lors de l'annexion de 2014, il est assigné à résidence. En octobre 2021, il est à nouveau inculpé pour trahison pour avoir organisé l'exportation de charbon des républiques séparatistes du Donbass vers l'Ukraine en 2014-2015.
Il est arrêté par le Service de sécurité d'Ukraine le 12 avril 2022, alors qu'il était en fuite depuis l'invasion de l'Ukraine par la Russie en 2022. Le président Volodymyr Zelensky tente de l'échanger contre des prisonniers ukrainiens détenus par la Russie, ce que le Kremlin refuse, arguant que Medvedtchouk est un homme politique étranger et qu'il « n’a aucun lien avec l’opération militaire spéciale ».
Le 21 septembre 2022, il est libéré lors d'un échange de prisonniers entre l'Ukraine et la Russie, contre 200 prisonniers ukrainiens.